# Alpine Elf Europa Cup 2021
Navigation
2020 2022
L'Alpine Elf Europa Cup 2021 est la quatrième saison de l'Alpine Elf Europa Cup, la série de courses de voitures de sport à une marque organisée par Alpine pour les voitures Alpine A110 Cup. Elle a débuté le 3 avril sur le circuit Paul Armagnac  et s'est terminée le 24 octobre à Portimao , après six meetings composés de deux courses chacune. Pour cette quatrième édition, c'est Jean-Baptiste Mela qui remporte son deuxième titre.

## Calendrier
Le calendrier définitif a été annoncé le 14 décembre 2020, avec six tours.
| Manches | Manches | Circuit                        | Date          | Catégorie de Support                 |
| ------- | ------- | ------------------------------ | ------------- | ------------------------------------ |
| 1       | C1      | Circuit Paul Armagnac          | Avril 3–5     | FFSA GT                              |
| 1       | C2      | Circuit Paul Armagnac          | Avril 3–5     | FFSA GT                              |
| 2       | C1      | Circuit de Nevers Magny-Cours  | Mai 7–9       | GT World Challenge Europe Sprint Cup |
| 2       | C2      | Circuit de Nevers Magny-Cours  | Mai 7–9       | GT World Challenge Europe Sprint Cup |
| 3       | C1      | Circuit de Spa-Francorchamps   | Juin 18–20    | International GT Open                |
| 3       | C2      | Circuit de Spa-Francorchamps   | Juin 18–20    | International GT Open                |
| 4       | C1      | Circuit de Barcelona-Catalunya | Septembre 2–4 | 24 Heures de Barcelone               |
| 4       | C2      | Circuit de Barcelona-Catalunya | Septembre 2–4 | 24 Heures de Barcelone               |
| 5       | C1      | Circuit Paul Ricard            | Octobre 1–3   | FFSA GT                              |
| 5       | C2      | Circuit Paul Ricard            | Octobre 1–3   | FFSA GT                              |
| 6       | C1      | Algarve International Circuit  | Octobre 22–24 | European Le Mans Series              |
| 6       | C2      | Algarve International Circuit  | Octobre 22–24 | European Le Mans Series              |

## Pilotes et écuries
| Ecuries                                                      | No. | pilotes             | Statut | Manches  |
| ------------------------------------------------------------ | --- | ------------------- | ------ | -------- |
| Autosport GP Patrick Roger Autosport GP LSGroup Autosport GP | 1   | Jean-Baptiste Mela  |        | Toutes   |
| Autosport GP Patrick Roger Autosport GP LSGroup Autosport GP | 8   | Simon Tirman        | J      | Toutes   |
| Autosport GP Patrick Roger Autosport GP LSGroup Autosport GP | 18  | Pierre Macchi       | G      | 1–3, 5–6 |
| Autosport GP Patrick Roger Autosport GP LSGroup Autosport GP | 33  | Grégory Romano      | G      | Toutes   |
| Autosport GP Patrick Roger Autosport GP LSGroup Autosport GP | 44  | Lilou Wadoux        | J      | Toutes   |
| Autosport GP Patrick Roger Autosport GP LSGroup Autosport GP | 69  | Laurent Hurgon      |        | Toutes   |
| Autosport GP Patrick Roger Autosport GP LSGroup Autosport GP | 72  | Thomas Dagoneau     |        | 1–2      |
| BL Sport                                                     | 2   | Luc Rozentvaig      | G      | 1–3      |
| Chazel Technologie Course                                    | 3   | Gosia Rdest         |        | Toutes   |
| Chazel Technologie Course                                    | 9   | Philippe Bourgois   | G      | Toutes   |
| Chazel Technologie Course                                    | 14  | Jean-Paul Dominici  | G      | 6        |
| Chazel Technologie Course                                    | 93  | Lucas Frayssinet    | J      | 3–5      |
| Chazel Technologie Course                                    | 94  | Henry Hassid        | G      | 5        |
| Chazel Technologie Course                                    | 94  | Maxime Hassid       | G      | 5        |
| Chazel Technologie Course                                    | 110 | Manu Guigou         | G      | 1        |
| Chazel Technologie Course                                    | 110 | Bruce Jouanny       | G      | 2        |
| Chazel Technologie Course                                    | 110 | Dani Clos           | G      | 3        |
| Chazel Technologie Course                                    | 110 | Tugdual Rabreau     | G      | 4        |
| Chazel Technologie Course                                    | 110 | Stéphane De Groodt  | G      | 5        |
| Chazel Technologie Course                                    | 110 | Philippe Quetaud    | G      | 6        |
| Herrero Racing                                               | 4   | Mathieu Blaise      | G      | 5        |
| Herrero Racing                                               | 5   | Stéphane Proux      | G      | 1–3      |
| Herrero Racing                                               | 7   | Franc Rouxel        | G      | 1–2, 4–6 |
| Herrero Racing                                               | 11  | Corentin Tierce     | J      | Toutes   |
| Herrero Racing                                               | 23  | Laurent Richard     | G      | 3–6      |
| Herrero Racing                                               | 27  | Ugo de Wilde        | J      | Toutes   |
| Herrero Racing                                               | 45  | Frédéric Roy        | G      | 2        |
| Herrero Racing                                               | 63  | Stéphane Auriacombe | G      | Toutes   |
| Méric Competition                                            | 31  | Louis Méric         | J      | 1–2      |
| Race Cars Consulting                                         | 31  | Louis Méric         | J      | 3–6      |
| Race Cars Consulting                                         | 40  | Franck Labescat     | G      | 1–2, 5   |
| Race Cars Consulting                                         | 41  | Henri Lombard       | J      | 1–2      |
| Race Cars Consulting                                         | 41  | Anthony Fournier    | G      | 5–6      |
| Sources, :                                                   |     |                     |        |          |

| Icone | Statut    |
| ----- | --------- |
| G     | Gentlemen |
| J     | Junior    |
| G     | Invité    |

## Résultat de courses
| Manche | Manche | Circuit     | Pole position                    | Vainqueur                         | Vainqueur Junior                  | Vainqueur Gentlemen             |
| ------ | ------ | ----------- | -------------------------------- | --------------------------------- | --------------------------------- | ------------------------------- |
| 1      | C1     | Nogaro      | No. 27 Herrero Racing            | No. 69 LSGroup Autosport GP       | No. 27 Herrero Racing             | No. 40 Race Cars Consulting     |
| 1      | C1     | Nogaro      | Ugo de Wilde                     | Laurent Hurgon                    | Ugo de Wilde                      | Franck Labescat                 |
| 1      | C2     | Nogaro      | No. 27 Herrero Racing            | No. 27 Herrero Racing             | No. 27 Herrero Racing             | No. 63 Herrero Racing           |
| 1      | C2     | Nogaro      | Ugo de Wilde                     | Ugo de Wilde                      | Ugo de Wilde                      | Stéphane Auriacombe             |
| 2      | C1     | Magny-Cours | No. 1 Autosport GP               | No. 1 Autosport GP                | No. 31 Méric Competition          | No. 63 Herrero Racing           |
| 2      | C1     | Magny-Cours | Jean-Baptiste Mela               | Jean-Baptiste Mela                | Louis Méric                       | Stéphane Auriacombe             |
| 2      | C2     | Magny-Cours | No. 1 Autosport GP               | No. 1 Autosport GP                | No. 44 Patrick Roger Autosport GP | No. 63 Herrero Racing           |
| 2      | C2     | Magny-Cours | Jean-Baptiste Mela               | Jean-Baptiste Mela                | Lilou Wadoux                      | Stéphane Auriacombe             |
| 3      | C1     | Spa         | No. 69 LSGroup Autosport GP      | No. 69 LSGroup Autosport GP       | No. 27 Herrero Racing             | No. 63 Herrero Racing           |
| 3      | C1     | Spa         | Laurent Hurgon                   | Laurent Hurgon                    | Ugo de Wilde                      | Stéphane Auriacombe             |
| 3      | C2     | Spa         | No. 27 Herrero Racing            | No. 110 Chazel Technologie Course | No. 44 Patrick Roger Autosport GP | No. 63 Herrero Racing           |
| 3      | C2     | Spa         | Ugo de Wilde                     | Dani Clos                         | Lilou Wadoux                      | Stéphane Auriacombe             |
| 4      | C1     | Barcelona   | No. 8 Autosport GP               | No. 8 Autosport GP                | No. 8 Autosport GP                | No. 63 Herrero Racing           |
| 4      | C1     | Barcelona   | Simon Tirman                     | Simon Tirman                      | Simon Tirman                      | Stéphane Auriacombe             |
| 4      | C2     | Barcelona   | No. 1 Autosport GP               | No. 1 Autosport GP                | No. 27 Herrero Racing             | No. 9 Chazel Technologie Course |
| 4      | C2     | Barcelona   | Jean-Baptiste Mela               | Jean-Baptiste Mela                | Ugo de Wilde                      | Philippe Bourgois               |
| 5      | C1     | Paul Ricard | No. 27 Herrero Racing            | No. 27 Herrero Racing             | No. 27 Herrero Racing             | No. 4 Herrero Racing            |
| 5      | C1     | Paul Ricard | Ugo de Wilde                     | Ugo de Wilde                      | Ugo de Wilde                      | Mathieu Blaise                  |
| 5      | C2     | Paul Ricard | No. 93 Chazel Technologie Course | No. 27 Herrero Racing             | No. 27 Herrero Racing             | No. 4 Herrero Racing            |
| 5      | C2     | Paul Ricard | Lucas Frayssinet                 | Ugo de Wilde                      | Ugo de Wilde                      | Mathieu Blaise                  |
| 6      | C1     | Portimão    | No. 27 Herrero Racing            | No. 44 Patrick Roger Autosport GP | No. 44 Patrick Roger Autosport GP | No. 9 Chazel Technologie Course |
| 6      | C1     | Portimão    | Ugo de Wilde                     | Lilou Wadoux                      | Lilou Wadoux                      | Philippe Bourgois               |
| 6      | C2     | Portimão    | No. 27 Herrero Racing            | No. 27 Herrero Racing             | No. 27 Herrero Racing             | No. 9 Chazel Technologie Course |
| 6      | C2     | Portimão    | Ugo de Wilde                     | Ugo de Wilde                      | Ugo de Wilde                      | Philippe Bourgois               |

## Classement au championnat
Système de points
Les points sont attribués aux 20 premiers pilotes. Si moins de 75 % de la distance de course est parcourue, la moitié des points est attribuée. Si moins de deux tours sont effectués, aucun point n'est attribué.
Championnat pilote
| Position | 1er | 2e | 3e | 4e | 5e | 6e | 7e | 8e | 9e | 10e | 11e-20e | PP | MT |
| -------- | --- | -- | -- | -- | -- | -- | -- | -- | -- | --- | ------- | -- | -- |
| Points   | 20  | 15 | 12 | 10 | 8  | 6  | 5  | 4  | 3  | 2   | 1       | 1  | 1  |

Championnat Gentlemen
| Position | 1er | 2e | 3e | 4e | 5e | 6e | 7e | 8e | 9e | 10e | 11e-20e |
| -------- | --- | -- | -- | -- | -- | -- | -- | -- | -- | --- | ------- |
| Points   | 15  | 12 | 10 | 8  | 7  | 6  | 5  | 4  | 3  | 2   | 1       |

### Championnat pilote
| Pos.                                  | Pilotes               | NOG  | NOG  | MAG  | MAG  | SPA | SPA  | CAT | CAT  | LEC  | LEC | POR  | POR  | Pts. |
| ------------------------------------- | --------------------- | ---- | ---- | ---- | ---- | --- | ---- | --- | ---- | ---- | --- | ---- | ---- | ---- |
| 1                                     | Jean-Baptiste Mela    | 6    | 4    | 1    | 1    | 3   | 2    | 5   | 1    | 2    | 3   | 4    | 3    | 173  |
| 2                                     | Ugo de Wilde J        | 2    | 1    | DNS  | Abd. | 2   | 4    | 3   | 3    | 1    | 1   | 3    | 1    | 169  |
| 3                                     | Lilou Wadoux J        | 3    | 2    | 5    | 3    | 4   | 3    | 2   | 4    | 6    | 2   | 1    | 2    | 156  |
| 4                                     | Laurent Hurgon        | 1    | 3    | DNS  | 2    | 1   | 13   | 4   | 2    | 3    | 19  | 2    | 4    | 133  |
| 5                                     | Corentin Tierce J     | 4    | 6    | DNS  | 5    | 9   | 6    | 6   | 5    | 8    | 6   | 5    | Abd. | 70   |
| 6                                     | Louis Méric J         | 5    | 5    | 3    | Abd. | 6   | Abd. | 11  | Abd. | 5    | 5   | 15   | 5    | 67   |
| 7                                     | Simon Tirman J        | 7    | 7    | Abd. | 6    | 7   | Abd. | 1   | 12   | 4    | 11  | 14   | 7    | 63   |
| 8                                     | Gosia Rdest           | 8    | 8    | 4    | 8    | 13  | 5    | 8   | 10   | 9    | 7   | 6    | 6    | 63   |
| 9                                     | Stéphane Auriacombe G | 18   | 10   | 6    | 7    | 10  | 7    | 10  | 9    | 13   | 9   | 8    | 9    | 45   |
| 10                                    | Lucas Frayssinet J    |      |      |      |      | 8   | 9    | 7   | Abd. | 7    | 4   |      |      | 30   |
| 11                                    | Philippe Bourgois G   | 11   | 11   | 9    | 13   | DNS | Abd. | 13  | 7    | Abd. | 10  | 7    | 8    | 26   |
| 12                                    | Laurent Richard G     |      |      |      |      | 11  | 8    | 12  | 8    | Abd. | 14  | 16   | 13   | 16   |
| 13                                    | Pierre Macchi G       | 15   | 13   | 12   | 11   | 12  | 11   |     |      | 16   | 18  | 12   | 15   | 13   |
| 14                                    | Grégory Romano G      | Abd. | 17   | 15   | 14   | 14  | 12   | 14  | 11   | 14   | 16  | 13   | 16   | 14   |
| 15                                    | Franck Labescat G     | 9    | Abd. | 7    | Abd. |     |      |     |      | 12   | 13  |      |      | 11   |
| 16                                    | Stéphane Proux G      | 16   | 15   | 11   | 10   | 15  | 10   |     |      |      |     |      |      | 11   |
| 17                                    | Thomas Dagoneau       | 12   | DNS  | 8    | 9    |     |      |     |      |      |     |      |      | 10   |
| 18                                    | Franc Rouxel G        | 17   | 16   | 14   | 15   |     |      | 15  | 13   | 15   | 17  | Abd. | 14   | 9    |
| 19                                    | Anthony Fournier G    |      |      |      |      |     |      |     |      | 17   | 15  | 11   | 11   | 7    |
| 20                                    | Mathieu Blaise G      |      |      |      |      |     |      |     |      | 10   | 8   |      |      | 6    |
| 21                                    | Henri Lombard J       | 10   | 12   | 10   | Abd. |     |      |     |      |      |     |      |      | 6    |
| 22                                    | Luc Rozentvaig G      | 14   | 14   | 13   | 12   | 16  | DNS  |     |      |      |     |      |      | 5    |
| 23                                    | Frédéric Roy G        |      |      | 16   | 16   |     |      |     |      |      |     |      |      | 2    |
| 24                                    | Maxime Hassid G       |      |      |      |      |     |      |     |      | 18   |     |      |      | 1    |
| 25                                    | Henry Hassid G        |      |      |      |      |     |      |     |      |      | Ret |      |      | 0    |
| 26                                    | Jean-Paul Dominici G  |      |      |      |      |     |      |     |      |      |     | 10   | 12   | 0    |
| Pilote invité inéligibles pour scorer |                       |      |      |      |      |     |      |     |      |      |     |      |      |      |
|                                       | Manu Guigou           | 13   | 9    |      |      |     |      |     |      |      |     |      |      |      |
|                                       | Bruce Jouanny         |      |      | 2    | 4    |     |      |     |      |      |     |      |      |      |
|                                       | Dani Clos             |      |      |      |      | 5   | 1    |     |      |      |     |      |      |      |
|                                       | Tugdual Rabreau G     |      |      |      |      |     |      | 9   | 6    |      |     |      |      |      |
|                                       | Stéphane De Groodt G  |      |      |      |      |     |      |     |      | 11   | 12  |      |      |      |
|                                       | Philippe Quetaud G    |      |      |      |      |     |      |     |      |      |     | 9    | 10   |      |
| Pos.                                  | Pilotes               | NOG  | NOG  | MAG  | MAG  | SPA | SPA  | CAT | CAT  | LEC  | LEC | POR  | POR  | Pts. |

### Championnat Gentlemen
| Pos. | Pilotes             | NOG  | NOG  | MAG | MAG  | SPA | SPA  | CAT | CAT | LEC  | LEC  | POR  | POR | Pts. |
| ---- | ------------------- | ---- | ---- | --- | ---- | --- | ---- | --- | --- | ---- | ---- | ---- | --- | ---- |
| 1    | Stéphane Auriacombe | 18   | 10   | 6   | 7    | 10  | 7    | 10  | 9   | 13   | 9    | 8    | 9   | 151  |
| 2    | Philippe Bourgois   | 11   | 11   | 9   | 13   | DNS | Abd. | 13  | 7   | Abd. | 10   | 7    | 8   | 106  |
| 3    | Pierre Macchi       | 15   | 13   | 12  | 11   | 12  | 11   |     |     | 16   | 18   | 12   | 15  | 76   |
| 4    | Grégory Romano      | Abd. | 17   | 15  | 14   | 14  | 12   | 14  | 11  | 14   | 16   | 13   | 16  | 72   |
| 5    | Laurent Richard     |      |      |     |      | 11  | 8    | 12  | 8   | Abd. | 14   | 16   | 13  | 69   |
| 6    | Franc Rouxel        | 17   | 16   | 14  | 15   |     |      | 15  | 13  | 15   | 17   | Abd. | 14  | 53   |
| 7    | Stéphane Proux      | 16   | 15   | 11  | 10   | 15  | 10   |     |     |      |      |      |     | 51   |
| 8    | Franck Labescat     | 9    | Abd. | 7   | Abd. |     |      |     |     | 12   | 13   |      |     | 47   |
| 9    | Luc Rozentvaig      | 14   | 14   | 13  | 12   | 16  | DNS  |     |     |      |      |      |     | 38   |
| 10   | Anthony Fournier    |      |      |     |      |     |      |     |     | 17   | 15   | 11   | 11  | 31   |
| 11   | Mathieu Blaise      |      |      |     |      |     |      |     |     | 10   | 8    |      |     | 30   |
| 12   | Frédéric Roy        |      |      | 16  | 16   |     |      |     |     |      |      |      |     | 7    |
| 13   | Maxime Hassid       |      |      |     |      |     |      |     |     | 18   |      |      |     | 4    |
| 14   | Henry Hassid        |      |      |     |      |     |      |     |     |      | Abd. |      |     | 0    |
| 15   | Jean-Paul Dominici  |      |      |     |      |     |      |     |     |      |      | 10   | 12  | 0    |
| Pos. | Pilotes             | NOG  | NOG  | MAG | MAG  | SPA | SPA  | CAT | CAT | LEC  | LEC  | POR  | POR | Pts. |